# 阿薩夫·亞蘇爾
阿薩夫·亞蘇爾（希伯來語：אסף יסעור，2000年12月26日—）是以色列帕拉跆拳道運動員，他曾獲得2021年和2023年世界殘障跆拳道錦標賽金牌及2024年帕運金牌。

## 簡歷
亞蘇爾出生於以色列耶路撒冷，13歲時在與朋友踢足球時受傷，當時球被踢進電力公司的設施中，他爬進去取球，出來時因重心失衡意外誤觸高壓電導致雙手肘部截肢，後來接受自我防衛訓練時在臉書寫到自己想成為世界冠軍，跆拳道教練亞海姆·沙拉比看到後邀請他加入跆拳道俱樂部，並在兩年後加入以色列跆拳道國家隊與其他健康的運動員一同受訓。

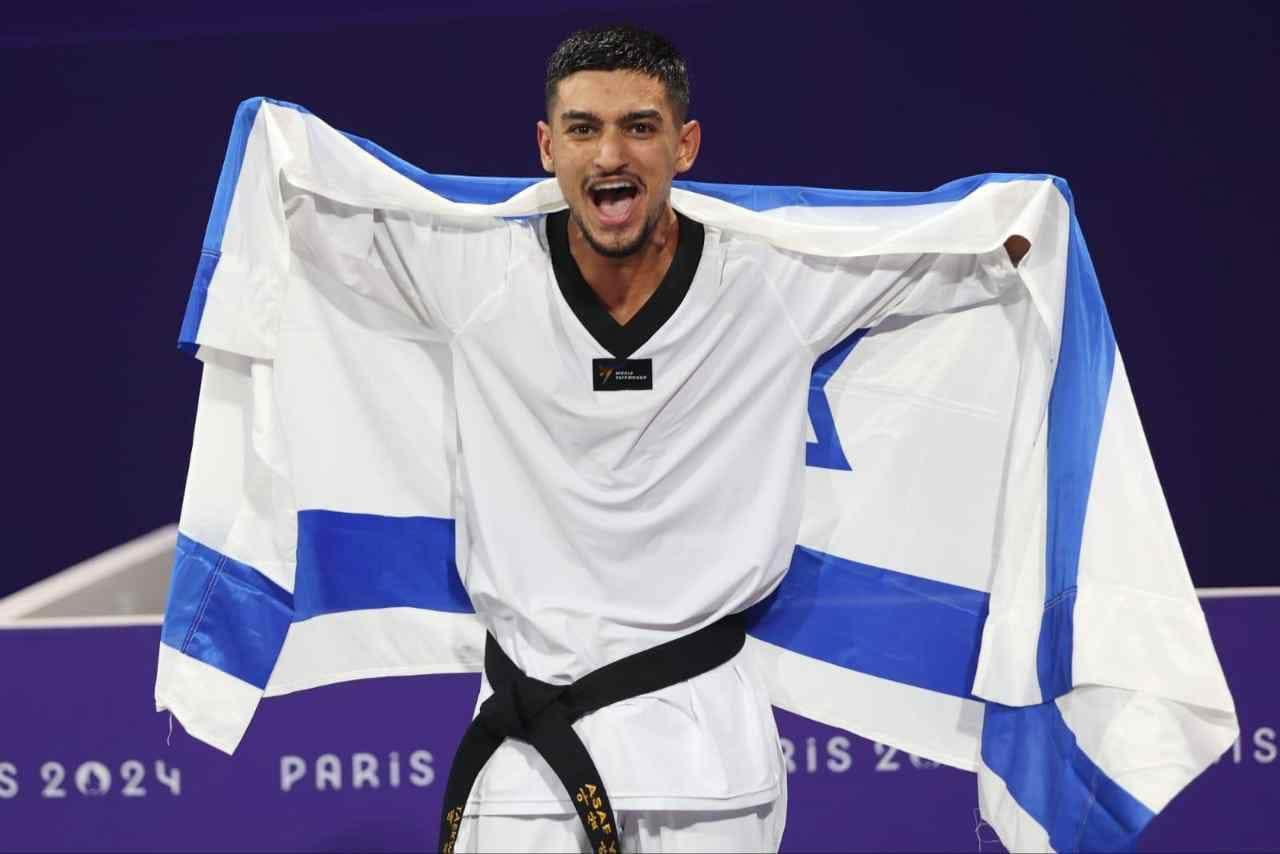
阿薩夫·亞蘇爾在巴黎帕運會上獲得金牌後披著國旗慶祝

2019年在墨西哥帕拉跆拳道公開賽中獲得銀牌，這也是他獲得的第一枚國際競賽獎牌；2021年他首次參加非殘疾人的以色列跆拳道錦標賽並獲得銅牌，然而同年在帕運預選賽中落敗，失去了參加東京帕運的資格；2021年12月，亞蘇爾在伊斯坦堡舉行的世界殘障跆拳道錦標賽中參加K44-58公斤級競賽並首次獲得了世界冠軍，此後接連在各大國際競賽中拔得頭籌，2023年他再度贏得世界殘障跆拳道錦標賽金牌，並獲得了帕運參賽資格。
2024年5月，亞蘇爾參加2024年歐洲跆拳道錦標賽首次獲得了歐錦賽金牌；同年八月在巴黎帕運會上為大會頭號種子並獲得金牌。

## 榮耀
- 2016年在第20屆马加比厄运动会上他與柔道運動員奥尔·萨松一同將火炬傳給時任總統鲁文·里夫林[9]。
- 2022年9月他與剛獲得歐錦賽金牌的藝術體操運動員達莉婭·阿塔瑪諾弗一同被授予年度最佳運動員稱號[10]。
- 2023年八月，亞蘇爾被選為以色列最受喜愛的75名運動員之一[11]。
- 2024年4月，入選以色列-福布斯30歲以下最有前途年輕人排行榜[12]。